# La Unión (Arismendi)
Pour les articles homonymes, voir La Unión.
La Unión est l'une des quatre paroisses civiles de la municipalité d'Arismendi dans l'État de Barinas au Venezuela. Sa capitale est La Unión dite également La Unión de Barinas. En 2018, sa population s'élève à 9 241 habitants.

## Géographie

### Démographie
Hormis sa capitale La Unión, dite également La Unión de Barinas, la paroisse civile possède plusieurs localités dont :
- El Jobero
- La Unión
- Mamonal
- Parcelamiento El Pueblito
- Samanal